# Parornix bifurca
Parornix bifurca là một loài bướm đêm thuộc họ Gracillariidae. Nó được tìm thấy ở Ý.